# Масовізм
Масовізм — поява в літературі 20-х XX ст. великої кількості початківців від «плуга і верстата», які апелювали до «класової свідомості», нехтуючи талантом.
«Плуг», найчисельніша літературна організація, у 1925 об'єднував 222 представники, серед яких справжніх письменників виявилося дуже мало. Керівник «плужан» уподібнював робсількора, який написав замітку до стіннівки, до письменника, дискредитуючи таким чином художню літературу.